# Medina (Misamis Oriental)
Medina ist eine philippinische Stadtgemeinde in der Provinz Misamis Oriental. Sie hat 32.907 Einwohner (Zensus 1. August 2015). Teile des Mount Balatukan Range Natural Parks liegen auf dem Gebiet der Gemeinde.

## Baranggays
Medina ist administrativ in 19 Baranggays unterteilt.
| - Bangbang - Bulwa - Cabug - Dig-aguyan - Duka - Gasa - Maanas - Mananum Bag-o - Mananum Daan - North Poblacion | - Pahindong - Portulin - San Isidro - San Jose - San Roque - San Vicente - South Poblacion - Tambagan - Tup-on |